# ジェフリー・オブ・モンマス

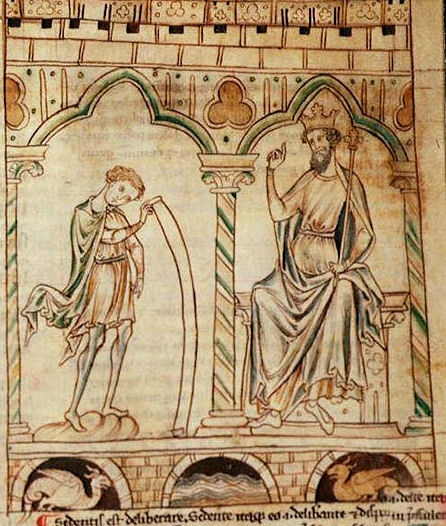
自分の預言を読み聞かせるマーリン。ジェフリー・オブ・モンマス『マーリンの預言』より

ジェフリー・オブ・モンマス（Geoffrey of Monmouth, ウェールズ語：Gruffudd ap Arthur または Sieffre o Fynwy, 1100年頃 - 1155年頃）は、中世イングランドのキリスト教聖職者、歴史家。アーサー王伝説の語り手の一人として知られる。著作のほとんどは歴史を題材としたロマンチックなフィクションである。

## 生涯
ジェフリー・オブ・モンマスの生年地は不明だが、1100年から1110年の間にウェールズで出生したとされる。ジェフリーは著作『ブリタニア列王史』の中で、ウェールズのモンマスシャー州のカーリアン (Caerleon) についてたびたび言及しており、また自らを Galfridus Monumetensis（モンマスのジェフリー）と名乗っていることから、モンマスと何らかの縁があった人物とみられている。しかしジェフリーにウェールズ語の知識はほとんどなく、彼がウェールズ人か、あるいはウェールズ在住のノルマン人の子孫であったという証拠は見つかっていない。また、ノルマン征服と共にグレートブリテン島へ渡来して南ウェールズに定住したブルトン人（ブルターニュ人）の出身とする学説もある。
ジェフリーは1129年から1151年までの間オックスフォードに在住し、その後は北ウェールズで終生を過ごした。現存している彼の自筆署名の入った6つの特許状のうち、その全てにオックスフォード助祭長ウォルター (Walter of Oxford) の署名が共に連ねられている。このことから、ジェフリーはオックスフォード城内にあるセント・ジョージ・カレッジの律修司祭を務めていたと考えられている。
1152年にはカンタベリー大司教テオバルドにより、セント・アサフ司教に叙階された。

## 著作
ジェフリーの作品は、全てラテン語で書かれた。

### マーリンの預言
『マーリンの預言』（Prophetiae Merlini）は、1135年以前に書き始めたとされる。この話に登場するマーリンは、ウェールズの伝説に登場する賢者ミルディンがモデルといわれる が、当時のジェフリーは伝説についてさほど知らなかったとみられている。ウェールズ語以外で初めて描かれた預言者マーリンの物語は、数世紀後に出たノストラダムスの大予言と同じように広く知られ、信じられてきた。

### ブリタニア列王史
ジェフリーの最も知られた代表作は、『ブリタニア列王史』（Historia Regum Britanniae）である。彼はこの本について、「イギリスの全英雄について整然と記したブリテン語の古書」を翻訳したものだと主張しているが、今日その内容のほとんどは、いくつかの神話や古書を基に、ジェフリー自身が創作した物語と考えられている。このことは既に12世紀のウィリアム・オブ・ニューバーグ（en）が、「（ジェフリーが）戦士ヴォーティガーンや彼以降の英雄たち、またアーサー王やその後継者について描いた物語は、一部は彼自身、一部は他の者（ジェフリーが参考とした本や神話）によって創作されたものである」と看破しているとおりである。
物語はトロイのブルータスによる最初の移住に始まり、紀元前5世紀頃のレイア王の物語、紀元前1世紀のクノベリヌス王の物語、ユリウス・カエサルのブリタンニア侵攻、5世紀後半のアーサー王の伝説、7世紀のグウィネズ王・カドワラドルスの死などが描かれてゆく。
一部で囁かれた偽書説に反して、『ブリタニア列王伝』の物語は、後世の歴史書に事実として頻繁に引用された。
日本語訳
- ジェフリー・オヴ・モンマス著、瀬谷幸男訳『ブリタニア列王史』
  - 南雲堂フェニックス、2007年9月。ISBN 978-4888963886
  - ちくま学芸文庫、2025年8月。ISBN 978-4480513106

### マーリンの生涯
また、ヘクサメトロス形式で書かれた詩『マーリンの生涯』（Vita Merlini）には、よりウェールズの伝説に近い形でマーリンが登場する。この本の中でマーリンは、「森のマーリン」や「スコットランドのマーリン」と呼ばれ、見捨てられ、悲しみに打ちひしがれて狂った森の老人として描かれる。『マーリンの生涯』は一般には出回らず、この詩がジェフリーの作品であるという記述は13世紀の一書籍に見られるに過ぎないが、構成や内容などの特徴から、彼の作品であるとほぼ断定されている。
日本語訳
- ジェフリー・オヴ・モンマス著、瀬谷幸男訳『マーリンの生涯　中世ラテン叙事詩』南雲堂フェニックス、2009年5月。ISBN 978-4888964203

## 参照
1. ↑  レイチェル・ブロムウィッチ（Rachel Bromwich）は、「MyrddinがMerlinに、ddがlに変化するのは奇妙だ」としている（Bromwich, Trioedd Ynys Prydein: The Welsh Triads, second edition [Cardiff: University of Wales, 1978], p. 472 n.1.）。
2. ↑  Thorpe, Kings of Britain pp. 14-19.
3. ↑  Kings of Britain, p. 17.
4. ↑  後にシェイクスピアによる悲劇『リア王』で有名になった。
5. ↑  後にシェイクスピアによる戯曲『シンベリン』で有名になった。
6. ↑  43年のクラウディウス帝のブリテン島侵攻（英語版）とは別の戦争。

### ウェブ上で入手できる英語翻訳版
- Historia Regum Britanniae:
  - By Aaron Thompson with revisions by J. A. Giles at http://www.yorku.ca/inpar/geoffrey_thompson.pdf. (PDF)
  - (Arthurian passages only) edited and translated by J. A. Giles at http://www.lib.rochester.edu/camelot/geofhkb.htm.
  - Brut y Bryttaniait, translated from a medieval Welsh version (which has a few interesting differences) by Wm. R. Cooper at http://www.annomundi.co.uk/history/chronicle_of_the_early_britons.htm
- Vita Merlini, Basil Clarke's English translation from Life of Merlin: Vita Merlini (Cardiff: University of Wales Press, 1973).
  - At Jones Celtic Encyclopedia
  - At Sacred Texts